# Bérangère Bonvoisin

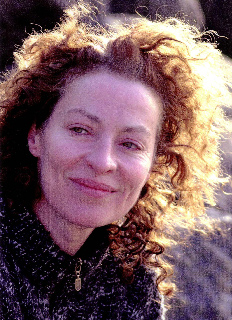
Bérangère Bonvoisin (2005)

Bérangère Bonvoisin (* 28. Januar 1953 in Rabat, Marokko) ist eine französische Theater- und Filmschauspielerin sowie Theaterregisseurin.

## Leben
Bérangère Bonvoisin wuchs als eines von acht Geschwistern auf, die von ihren Eltern künstlerisch gefördert wurden. Ihre irischstämmige Mutter Jeanine Bonvoisin (geb. Roney, 1926–1996) war Lokalpolitikerin im Département Seine-Maritime und stellvertretende Bürgermeisterin von Rouen. Bérangère Bonvoisin ließ sich am Conservatoire à rayonnement régional de Rouen zur Schauspielerin ausbilden und gab 1970 mit Alfred de Mussets On ne badine pas avec l’amour ihr Theaterdebüt. Vier Jahre später schrieb sie sich am Conservatoire national supérieur d’art dramatique in Paris ein, wo sie drei Jahre lang zur Klasse von Antoine Vitez gehörte. Noch während ihres dortigen Studiums inszenierte sie das Stück Les Sincères von Pierre Carlet de Marivaux, womit sie die erste Frau am CNAD war, die dort Regie führte. Fortan stand sie regelmäßig auf der Bühne und übernahm dabei nicht selten auch die Regie. Neben Stücken von französischen Autoren spielte und inszenierte sie über die Jahre auch einige Werke deutschsprachiger Autoren wie Ödön von Horváth, Marieluise Fleißer, Elfriede Jelinek, Roland Schimmelpfennig und Heinrich von Kleist.
Neben ihrer Theaterkarriere trat sie immer wieder auch vor die Filmkamera. Für das Fernsehen drehte sie 1976 mit Les Mystères de Loudun ihren ersten Film. Ihr Leinwanddebüt gab sie drei Jahre später als Tochter des Bürgermeisters in Mädchenjahre (1979) unter der Regie von Jeanne Moreau. Die Hauptrollen des Anfang des Zweiten Weltkriegs spielenden Filmdramas hatten Simone Signoret und Francis Huster inne. Mit Huster drehte Bonvoisin auch den noch im selben Jahr erschienenen Gangsterfilm Der Weg ins Paradies. In Alain Resnais’ Das Leben ist ein Roman hatte sie vier Jahre später eine kleine Nebenrolle. In Die Spur der Zeit (1983), einem im Jahr 1859 angesiedelten Filmdrama, spielte sie die Frau von Richard Berry. Auch in ihrem nächsten Film, dem Thriller Das Flittchen (1984) mit Isabelle Huppert in der Titelrolle, war Bonvoisin als Berrys Ehefrau zu sehen. Ab 1992 legte Bonvoisin eine mehrjährige Filmpause ein. Erst ab den 2000er Jahren stand sie erneut vor der Kamera und wurde dabei, wie schon zuvor, vor allem in Nebenrollen als Ehefrau, Mutter oder Tante besetzt.
In L’Intouchable spielte sie etwa 2006 unter der Regie von Benoît Jacquot die Mutter einer Schauspielerin (Isild Le Besco), die sich auf die Suche nach ihrem indischen Vater begibt. In Roschdy Zems Regiedebüt Keine Lüge ohne dich (2006) über die Liebesbeziehung zwischen einer Jüdin und einem Araber spielte Bonvoisin neben Zem und Cécile de France die Rolle der verständnisvollen Tante. In einer für das Fernsehen produzierten Künstlerbiografie über Berthe Morisot mit Marine Delterme in der Hauptrolle und Malik Zidi als Edouard Manet verkörperte Bonvoisin 2012 die Mutter von Morisot. Zuletzt war Bonvoisin 2018 in der Fernsehminiserie Souviens-toi, einem Kriminaldrama, neben Sami Bouajila und Marie Gillain zu sehen.
Am Theater arbeitete Bonvoisin häufig mit dem Bühnenbildner Gilles Aillaud zusammen. Dessen Tod im Jahr 2005 veranlasste sie, eine Theateradaption des Romans Die Krankheit Tod von Marguerite Duras, für die Fanny Ardant die weibliche Hauptrolle übernahm, ohne Bühnenbild zu inszenieren.
Bonvoisin war mit dem Schauspieler Philippe Clévenot (1942–2001) verheiratet. Ihr älterer Bruder Bertand Bonvoisin (1951–1991) und ihr Schwager Jean-Yves Dubois (1958–2003) waren ebenfalls Schauspieler. Ihr jüngerer Bruder Bernie Bonvoisin ist Rocksänger und Schauspieler.

## Filmografie (Auswahl)
- 1976: Les Mystères de Loudun (TV-Film)
- 1979: Mädchenjahre (L’Adolescente)
- 1979: Der Weg ins Paradies (Les Égouts du paradis)
- 1983: Das Leben ist ein Roman (La Vie est un roman)
- 1983: Die Spur der Zeit (La Trace)
- 1984: Das Flittchen (La garce)
- 1984: Côté coeur, côté jardin
- 1986: Les Trottoirs de Saturne
- 1986: Hôtel du Paradis
- 1986: Zärtliche Versuchung (L’iniziazione)
- 1987: Good Morning, Babylon (Good Morning, Babylonia)
- 1987: Monsieur Benjamin (TV-Film)
- 1988: Die Vorleserin (La Lectrice)
- 1990: Dr. Petiot (Docteur Petiot)
- 1991: Swing troubadour
- 1992: Les Genoux cagneux (TV-Film)
- 2001: Malraux, tu m’étonnes!
- 2003: Inquiétudes
- 2003: Un été de canicule (TV-Dreiteiler)
- 2006: L’Intouchable
- 2006: Keine Lüge ohne dich (Mauvaise foi)
- 2009: Agatha Christie: Mörderische Spiele – Das Mörder-ABC (Les Petits meurtres d’Agatha Christie – Les Meurtres ABC) (TV-Reihe)
- 2010: Memory Lane
- 2012: Berthe Morisot (TV-Film)
- 2018: Souviens-toi (TV-Miniserie)

## Theater (Auswahl)
Als Darstellerin
- 1970: On ne badine pas avec l’amour von Alfred de Musset – Regie: Alain Bézu
- 1974: Les Miracles von Antoine Vitez – Regie: Antoine Vitez, Théâtre national de Chaillot
- 1976: Les Sincères von Pierre Carlet de Marivaux – Regie: Bérangère Bonvoisin, Conservatoire national supérieur d’art dramatique, Festival von Avignon
- 1976: Don Juan kommt aus dem Krieg von Ödön von Horváth – Regie: Marcel Bluwal, Théâtre de l’Est Parisien
- 1977: La Double inconstance von Pierre Carlet de Marivaux – Regie: Jacques Rosner
- 1978: La Star des oublis von Yvane Daoudi – Regie: Bérangère Bonvoisin, Festival von Avignon
- 1978: L’adulatore von Carlo Goldoni – Regie: Robert Gironès und Bernard Chatellier, Théâtre du Huitième Lyon
- 1980: Ruines von Michel Deutsch – Regie: Jean-Pierre Vincent, Théâtre national de Strasbourg, Maison de la culture de Nanterre, Théâtre de Nice
- 1982: Hippolyte von Robert Garnier – Regie: Antoine Vitez, Théâtre national de Chaillot
- 1984: Celle qui ment von Philippe Clévenot nach Angèle de Foligno – Regie: Bérangère Bonvoisin, Théâtre de la Bastille
- 1991: Vieil hiver und Fragile forêt von Roger Planchon – Regie: Roger Planchon, Théâtre National Populaire
- 1994: Quai West (Quai ouest) von Bernard-Marie Koltès – Regie: Michel Froehly, Théâtre de la Cité internationale
- 1996: Wie Du mich willst (Come tu mi vuoi) von Luigi Pirandello – Regie: Claudia Stavisky, Théâtre de Nice, La Coursive, Théâtre de Gennevilliers, Festival de Bellac
- 1997: Hamlet von William Shakespeare – Regie: Philippe Adrien, Théâtre de la Tempête
- 2000: Das Schweigen von Elfriede Jelinek – Regie: André Wilms, Théâtre Ouvert
- 2001: Anna Christie von Eugene O’Neill – Regie: Philippe Clévenot, Comédie de Genève, Théâtre National Populaire
- 2002: Le Journal d’Iggy Pop – Regie: Laurent Vacher, Festival Perspectives
- 2004: Jackie von Elfriede Jelinek – Regie: Bérangère Bonvoisin und Michel Didymet, Théâtre du Rond-Point, Pont-à-Mousson
- 2005: Tumulte von François Bon – Lesung, Regie: François Bon, Pont-à-Mousson
- 2005: Die Frau von früher von Roland Schimmelpfennig – Regie: Jean-Pierre Vincent, Pont-à-Mousson
- 2005–2006: A Woman of Mystery von John Cassavetes – Lesung, Vingtième Théâtre
- 2008–2009: Das Käthchen von Heilbronn von Heinrich von Kleist – Regie: André Engel, Odéon – Théâtre de l’Europe
- 2016: Les Gens d’Oz von Yana Borissova – Regie: Galin Stoev, Théâtre national de la Colline

Als Regisseurin
- 1976: Les Sincères von Pierre Carlet de Marivaux – Conservatoire national supérieur d’art dramatique, Festival von Avignon
- 1978: La Star des oublis von Yvane Daoudi – Festival von Avignon
- 1984: Celle qui ment von Philippe Clévenot nach Angèle de Foligno – Théâtre de la Bastille
- 1987: Pioniere in Ingolstadt von Marieluise Fleißer – Théâtre des Amandiers
- 1993: Der Fremde (L’Étranger) von Albert Camus – Beirut
- 1996–1997: La Conférence du vieux colombier von Antonin Artaud – Tournee
- 1998: Der Tiefseefisch von Marieluise Fleißer – Centre dramatique national d’Orléans, Théâtre de la Colline
- 2003: Philippe Clévenot: tête à tête – Hommage an Clévenot mit Isabelle Huppert, Jean-Christophe Bailly, Philippe Lacoue-Labarthe, Théâtre de l’Odéon
- 2004: Jackie von Elfriede Jelinek – Regie zusammen mit Michel Didym, Théâtre du Rond-Point, Pont-à-Mousson
- 2005: Slogans pour 343 actrices von Maria Soudaïeva und Antoine Volodine – mit Jeanne Moreau, Micheline Presle, Marie-France Pisier, Édith Scob, Théâtre national de la Colline
- 2006–2007: Die Krankheit Tod (La Maladie de la mort) von Marguerite Duras – mit Fanny Ardant, Théâtre de la Madeleine, Trouville-sur-Mer
- 2008: Et si les fourmis n’étaient rien sans les cigales, Lesung mit Emmanuelle Béart nach einem Text von Bernard Maris, Théâtre de l’Odéon